# Solenostoma pseudocyclops
Solenostoma pseudocyclops là một loài rêu tản trong họ Jungermanniaceae. Loài này được (Inoue) Váňa & D.G. Long mô tả khoa học lần đầu tiên năm 2009.